# Памятник Владимиру Снегирёву
Па́мятник Влади́миру Снегирёву — памятник русскому врачу, заслуженному профессору Московского университета, одному из основоположников отечественной гинекологии Владимиру Снегирёву. Открыт 2 ноября 1973 года перед зданием Клиники акушерства и гинекологии. Скульпторы Сергей Конёнков и Александр Козачок начали работу над монументом в 1967 году. Архитектором проекта является Евгений Стамо. В 1992-м памятник взят под государственную охрану в качестве объекта культурного наследия регионального значения.
Бронзовая скульптура учёного помещена на гранитный постамент с надписью: «Профессор Снегирев Владимир Федорович. 1847—1916». Врач изображён сидящим на стуле, чуть откинувшись назад и вытянув вперед ноги, руки лежат на бедрах. Он одет в медицинский халат, волосы спрятаны под шапочкой. Скульпторы хотели создать ощущение, что профессор только что вышел из клиники и отдыхает после успешно выполненной операции.